# Louis Chéron
Pour les articles homonymes, voir Chéron.
Louis Chéron, né à Paris le 2 septembre 1655 et mort à Londres le 26 mai 1725, est un peintre, illustrateur, graveur et professeur d’art français naturalisé britannique en 1710.

## Biographie
Chéron est né dans une famille protestante française d’artistes : son père est le miniaturiste et graveur Henri Chéron et sa sœur ainée la peintre et graveuse Élisabeth-Sophie Chéron.
Formé par son père puis à l’Académie royale, il obtient un premier prix de Rome en peinture par deux fois : en 1676, sur le thème Bannissement du Paradis Terrestre, et en 1678, sur le thème Punition d’Adam et d’Ève. Il séjourne à Rome à la villa Médicis en 1676 et étudie Raphaël et Giulio Romano.
De retour en France, il remporta plusieurs commandes, mais les persécutions suivant la révocation de l’édit de Nantes en 1685 le décidèrent, peut-être sur les encouragements du duc Ralph de Montagu, qui deviendra par la suite un de ses clients, à émigrer. En 1693, son nom apparait dans les registres de la congrégation huguenote londonienne de Savoy Chapel. En 1710, il prend la nationalité britannique et travaille sur les maisons Montague (1706-1712), Burghley et Chatsworth. Il est au nombre des cinq artistes qui soumirent des dessins pour le dôme de la cathédrale Saint-Paul.
On lui doit également des gravures en collaboration avec James Thornhill. En 1718, il quitte, avec John Vanderbank, la Great Queen Street Academy de Godfrey Kneller, où tous deux enseignaient, pour former leur propre école, la St Martin's Lane Academy.
À sa mort, il est inhumé à l'église Saint-Paul de Covent Garden.

## Œuvres dans les musées
- Prophet Agabus Predicting St. Paul’s Suffering in Jerusalem, musée des beaux-arts de Caen.(en) « Prophet Agabus Predicting St. Paul’s Suffering in Jerusalem », sur www.scholarsresource.com.
- Scène mythologique : femme attaquée par des gorgones, estampe, Bernard Baron graveur, musée des beaux-arts de Nancy.Notice no 05120015956, sur la plateforme ouverte du patrimoine, base Joconde, ministère français de la Culture.
- Pseaume XXXI, Figure pour L’Essay des Pseaumes et Cantiques mis en vers par Mademoiselle Chéron, Paris, Michel Brunet, 1694, estampe, musée des beaux-arts de Nancy.Notice no 05120015958, sur la plateforme ouverte du patrimoine, base Joconde, ministère français de la Culture.
- Pseaumes LXII et CXLII, Figure pour L’Essay des Pseaumes et Cantiques mis en vers par Mademoiselle Chéron, Paris, Michel Brunet, 1694, estampe, musée des beaux-arts de Nancy.Notice no 05120015959, sur la plateforme ouverte du patrimoine, base Joconde, ministère français de la Culture.
- Jeune homme haranguant un empereur, estampe, musée des beaux-arts de Nancy.Notice no 05120015957, sur la plateforme ouverte du patrimoine, base Joconde, ministère français de la Culture.
- Dédale préparant des ailes pour Icare, musée Fabre.« Dédale préparant des ailes pour Icare », sur www.europeana.eu.
- Callirhoé supplie Jupiter de faire granfir ses deux fils, musée Fabre.« Callirhoé supplie Jupiter de faire granfir ses deux fils  », sur www.europeana.eu.
- Hercules Slaying the Hydra, Victoria and Albert Museum, av. 1690.(en) « Hercules Slaying the Hydra », sur collections.vam.ac.uk.
- Le prophète Agabus prédisant à saint Paul ses souffrances à Jérusalem, May de Notre-Dame 1687, chapelle Notre-Dame de Gadalupe, Notre-Dame de Paris.« Louis Cheron : Saint Paul : Le prophète Agabus prédisant à saint Paul ses souffrances à Jérusalem - Chapelle Notre-Dame de Guadalupe - Notre-Dame de Paris 1/2 », sur www.insecula.com, « Louis Cheron : Saint Paul : Le prophète Agabus prédisant à saint Paul ses souffrances à Jérusalem - Chapelle Notre-Dame de Guadalupe - Notre-Dame de Paris 2/2 », sur www.insecula.com.
  - Il a aussi réalisé le May de 1689, La Décollation de saint Jean Baptiste, œuvre perdue.

- The Apotheosis of Hercules, 1705-1707, Boughton House.

- Paris, Beaux-arts de Paris : 
  - Le Christ et la Samaritaine, plume, encre brune, lavis brun, rehauts de blanc sur papier beige. H. 0,390 ; L. 0,533 m[4]. Cette feuille offre toutes les caractéristiques de l'œuvre dessiné de Louis Chéron, notamment la disposition très rythmée des figures aux musculatures imposantes et aux silhouettes élancées. L'utilisation d'un lavis brun qui couvre l'ensemble de la feuille, de pointillés sur les draperies des apôtres et de rehauts de gouache renforçant les effets lumineux appliqués soit par aplats soit en fines hachures, sont typiquement de sa manière[5].